# Acontius machadoi
Acontius machadoi là một loài nhện trong họ Cyrtaucheniidae. Loài này phân bố ờ Congo.